# Левашка (приток Беломорканала)
Левашка, Левешка — река в России, протекает в Республике Карелия. Устье реки находится в 43 км по правому берегу Беломорско-Балтийского канала. Длина реки — 26 км, площадь водосборного бассейна — 187 км².
Высота истока — озера Верхнего Левешко — 125,0 м над уровнем моря. Высота устья — 48,2 м над уровнем моря.

## Данные водного реестра
По данным государственного водного реестра России относится к Баренцево-Беломорскому бассейновому округу, водохозяйственный участок реки — Нижний Выг от Выгозерского гидроузла и до устья. Речной бассейн реки — бассейны рек Кольского полуострова и Карелии, впадает в Белое море.
Код объекта в государственном водном реестре — 02020001312102000006796.